# 义洞水库
义洞水库是中华人民共和国广西壮族自治区桂林市平乐县境内的一座水库，位于思勤江支流义洞河上，建于1965年。水库正常库容为1520万立方米，集雨面积为24平方千米，海拔为300米。